# ختم فرنسا العظيم
ختم فرنسا العظيم (الفرنسية: Grand Sceau de la République française) هو الختم الرسمي للجمهورية الفرنسية. بعد أن أسست ثورة 1792 الجمهورية الفرنسية الأولى،  أُزيلت شارة الملكية من الختم. مع مرور الوقت، تغير الختم الجديد. في البداية، ظهرت ماريان، رمز الثورة. وقد تطور الأمر ليظهر أن الناس طوروا ثقافتهم وسياساتهم. وفي العصر الحديث، يصور الحرية، إلى جانب جوانب الثقافة مثل الفن والتعليم والزراعة.

## وصف
يتميز الختم العظيم بوجود ربة الحرية، التي ترتدي تاجًا به سبعة أقواس. وهي تحمل حزيمة وتدعمها دفة سفينة محفور عليها أو مطبوع عليها ديك، يمثل الديك الغالي (le coq gaulois)، وهو رمز للغال والأمة الفرنسية المبكرة. عند قدميها مزهرية مكتوب عليها "SU" اختصارًا لـ"Suffrage Universel"، "الاقتراع العالمي". على يمينها، في الخلفية، توجد رموز الفنون (أدوات الرسام)، والهندسة المعمارية (النظام الأيوني)، والتعليم (المصباح المشتعل)، والزراعة (حزمة من القمح)، والصناعة (عجلة مسننة). يحيط بالمشهد شعار "الجمهورية الفرنسية الديمقراطية واحدة لا تتجزأ" و"24 فبراير 1848" في الأسفل.
يحمل الوجه الخلفي عبارة "AU NOM DU PEUPLE FRANÇAIS" ("باسم الشعب الفرنسي") محاطة بتاج من أوراق البلوط (رمز الدوام والعدالة) والغار (رمز المجد) مربوطة بالقمح والعنب (الزراعة والثروة)، مع الشعار الوطني "LIBERTÉ, ÉGALITÉ, FRATERNITÉ"، "حرية مساواة إخاء".

## تاريخ

### ما قبل الثورة
أنشئت الأختام الأولى من قبل ملوك الميروفنجيين للمصادقة على أوامرهم. كانت مجرد حلقات في الأصل، ثم ارتديت لاحقًا على قلادة، ثم أصبحت الأختام الملكية أكبر وأكبر في عهد بيت كابيه حتى وصلت إلى حوالي 12 سـم (4.7 بوصة). هذه هي الأبعاد الحديثة للختم. كانت جميع الأختام في ظل النظام القديم تصور الملك جالسًا على العرش وهو يعطي العدالة، ومع ذلك كان لكل ملك ختمه الشخصي، وهو عنصر فريد من نوعه ينتقل معه. وقد تم بعد ذلك ختم جميع المراسيم والأوامر والقرارات والإعلانات.

### الفترة الثورية
في 13 أغسطس 1792، ألقى ممثلو المؤتمر الوطني القبض على الملك لويس السادس عشر. سجن ثم أعدم في 21 يناير 1793. أثبت هذا الفعل القاتل للملك أن "المؤتمر استبعد بشكل لا رجعة فيه أي تسوية مع معارضي الثورة". ومع غياب الملك، سعت الجمهورية الفرنسية إلى إيجاد رمز وطني جديد. ومن هذه الأوقات المضطربة ظهر الرمز الفرنسي ماريان. لم تشكل الثورة الفرنسية تحديًا للسلطة السياسية للنظام القديم بقيادة الملكية فحسب؛ بل إنها تحدت أيضًا الرموز التقليدية التي كانت تحدد الشعب الفرنسي حتى ذلك الحين. ويؤكد علماء الأنثروبولوجيا أن كل مجتمع يحتاج إلى "مركز" يتضمن خريطة اجتماعية وسياسية تمنح الناس إحساسا بمكانهم. في النموذج التقليدي للسلطة، "كان الملك هو المركز المقدس وكانت الثقافة راسخة بقوة في المفاهيم القديمة للنظام الهرمي الكاثوليكي". من خلال إزالة مركزية هذا الإطار من السلطة التقليدية أثناء الإطاحة بالنظام الملكي، أدرك الثوار أن الإطار الثقافي للماضي لا يمكن نقله إلى المستقبل، وأن استخدام الملك كشعار للختم يجب استبداله بختم جديد يدل على الجمهورية. بدأ الثوار في تدمير الأيقونات الملموسة للنظام القديم، مثل كسر أختام الملكية والصولجان والتاج وصهرها في عملات جمهورية.
ومع ذلك، أدى إلغاء الملكية إلى إثارة تساؤلات حول أهمية وجود رمز موحد. في البداية، كانت الأختام تُستخدم فقط للتعويض عن عيوب الكتابة. ومع ذلك، كما زعم هنري جريجوار، وجد الناس المتحضرون أن "العلامة، أو النمط، ضروريان لإضفاء طابع الأصالة" على جميع الأفعال العامة. لن يكون من الممكن التعرف على الأمة إلا من خلال تمثيلها الرمزي العام، وبالتالي تم الاتفاق على إنشاء ختم جديد للدولة لإعطاء الجمهورية الجديدة إحساسًا بالديمومة. ولم يكن الختم مجرد تمثيل للسلطة العامة، بل كان يدل على القالب الجمهوري الجديد. وكما يقول لين هانت، "إن الرموز الجديدة قد تصنع رجالاً جدداً". لقد دافعت الثورة الفرنسية عن فكرة مفادها أن أعضاء المجتمع قادرون على اختراع الثقافة والسياسة لأنفسهم. وبينما كان المؤتمر الوطني يعمل على توحيد الجمهورية بعد سقوط النظام الملكي، أصبحت عملية إعلان رمز وطني أكثر إلحاحاً. في النهاية، "بدا اختيار شعار جديد أمرًا شبه تلقائي". ولإزالة أي أثر للنفوذ الملكي، اقترح أعضاء المؤتمر الوطني "اختيار شعار الحرية". كان الاختيار واضحًا، واقترح نواب المؤتمر، مثل الأب جريجوار، أن تكون صورة الجمهورية "الحرية، حتى يُظهر شعارنا، المتداول في جميع أنحاء العالم، لجميع الشعوب الصورة المحبوبة للحرية والفخر الجمهوري". إن مفهوم الحرية هذا، بمعنى ما، هو "جوهر الجمهورية".
تتمثل الحرية رسميًا من خلال الشخصية الأنثوية ماريان، والتي تلتزم بالتوقعات الأيقونية التقليدية. كانت القبعة الفريجية التي ترتديها تمثل الحرية المتأصلة للشعب الفرنسي وتوفر تباينًا حادًا مع تاج الملكية. وفقًا لموريس أجولون، الخبير في هذا الرمز الخاص للثورة الفرنسية، فإن ماريان "مثلت الحرية، وهي قيمة أبدية، وفي الوقت نفسه النظام الجديد للجمهورية الفرنسية". تم تصويرها على أنها "امرأة تحمل عصا تعلوها قبعة وتدوس نيرًا تحت قدميها؛ هذا هو الشعار الذي أعطاه القدماء للحرية المكتسبة من خلال الشجاعة". كانت الاستعارة المدنية الأنثوية لماريان بعيدة عن الشخصيات المثيرة للجدل في المؤتمر الوطني؛ لذلك، سمح "تجريد ماريان وعدم شخصيتها" للرمز بالتحمل في المراحل المختلفة للثورة. بالإضافة إلى ذلك، فإن التشابه الوثيق بين ماريان وشخصية ماري الكاثوليكية خلق وحدة بين الثوار العقلانيين والفلاحين المتدينين. لم يكن شعار ماريان مقبولًا على نطاق واسع فحسب، بل انتشر على نطاق واسع في فرنسا أيضًا. ومع ذلك، مع تطرف الثورة في عام 1793 مع ظهور لجنة السلامة العامة، تم استبدال شعار ماريان برمز أكثر قوة للثورة: تمثال هرقل لجاك لويس ديفيد. 

### ما بعد الثورة
استخدم نابليون ولويس الثامن عشر وشارل العاشر جميعهم أختامًا ملكية مثل النظام القديم، بينما استخدم لويس فيليب ختمًا يظهر تمثاله النصفي فقط.
يعود تاريخ الختم الحالي إلى الجمهورية الثانية، التي استخدمت لفترة وجيزة أختام الجمهورية الأولى قبل أن يكون لها تصميم جديد من صنع الفنان جاك جان باري في 8 سبتمبر 1848.

## الاستخدام
في ظل الجمهورية الثانية، كان استخدام الختم العظيم لفرنسا يقتصر على ختم القوانين، ومراسيم الجمعية الوطنية، والمعاهدات الدبلوماسية. كانت وظيفة حارس الأختام مرتبطة رسميًا بوظيفة وزير العدل في ذلك الوقت (يُشار إلى وزير العدل الفرنسي شعبيًا باسم "Le Garde des Sceaux").
بعد الإمبراطورية الثانية، تم التخلي تدريجياً عن ممارسة وضع الأختام على القوانين واقتصرت على القوانين الدستورية والمعاهدات الدبلوماسية (على سبيل المثال، ختمت معاهدة فرساي بهذه الطريقة).
في ظل الجمهورية الرابعة، كانت الوثيقة الوحيدة التي ختمت هي دستور 27 أكتوبر 1946.
منذ الجمهورية الخامسة، وبعد التصديق على دستور 4 أكتوبر 1958، أصبح من المعتاد التصديق على بعض التعديلات الدستورية. وقد استُخدمت مراسم الختم في عام 1946، ومرتين في بداية الجمهورية الخامسة، وأصبحت مراسم الختم أقل شيوعاً بكثير في الفترة من عام 1963 إلى عام 1991 عندما خُتم قانونين فقط - عاديين، ولكنهما يتمتعان بأهمية رمزية كبيرة. منذ عام 1992، تزايدت وتيرة الاحتفالات مرة أخرى: وكانت التغييرات الدستورية منذ ذلك الحين في كثير من الأحيان موضوع ختم.
وكان موعد الحفل قريبًا جدًا من تاريخ إقرار القانون حتى عام 1964. وقد تم بعد ذلك فصله بشكل واضح عن التصويت ونشر النص. وتتمثل إحدى الحالات المتطرفة في القانون الدستوري رقم 99-569 المؤرخ 8 يوليو 1999 بشأن المساواة بين المرأة والرجل، والذي تم التصديق عليه في 8 مارس 2002، أي بعد عامين ونصف من دخول القانون حيز النفاذ.
تقام مراسم الختم دائمًا في المستشارية حيث يحمل حارس الأختام، وزير العدل، آلة ختم مثبتة على أفضل وأحدث المصفوفات لختم الدولة.

## ختم الوثائق

### شمع الختم
في الأصل، كان صانعو السدادات يستخدمون شمعًا بلاستيكيًا للختم، وكانوا يشكلونه يدويًا إلى قطع دائرية بشكل عام، والتي كانت تُشكل بشكل نهائي بواسطة مكبس.
في الوقت الحاضر، يتم إدخال الشمع السائل مباشرة في الجزء السفلي من الشكل المصنوع من الختم وحلقة معدنية متحركة؛ يتم إغلاق الشكل ويبرد الشمع حتى يصبح عجينة قبل تطبيقه.
بعد أن أصبح استخدام الختم العظيم عتيقًا بين عامي 1920 و1946، فقدت وصفة الشمع. في عام 1946، كان لا بد من إجراء التجارب من قبل خدمة التسجيل بالأرشيف الوطني.

### لون
كان النظام القديم يستخدم الشمع الأخضر للوثائق المهمة، والشمع الأصفر للوثائق الأقل أهمية.
احتفظت فترة آل بوربون وملكية يوليو والجمهورية الثالثة بالشمع الأصفر، بينما استخدمت الجمهورية الأولى والقنصلية والإمبراطورية الشمع الأحمر.
دستور عام 1946 مختوم بالشمع الأحمر. خُتم دستور عام 1958 والوثائق اللاحقة بالشمع الأصفر، حتى عام 2002 عندما استخدم اللون الأخضر مرة أخرى.

### شرائط
ختمت الإمبراطورية على شرائط حريرية عريضة باللونين الأصفر والأزرق؛ والجمهورية والقنصلية على جديلة ثلاثية الألوان.
استخدمت الجمهورية الثالثة نفس الشريط الأحمر والأخضر الذي استخدمته الملكية. منذ عام 1946 (الجمهوريتين الرابعة والخامسة)، يتم استخدام شريط ثلاثي الألوان.

## ملحوظات
1. ↑  Doyle، William (2018). The Oxford History of the French Revolution (ط. Third). Oxford, United Kingdom: Oxford University Press. ص. 194. ISBN:978-0-19-255995-1.

## فهرس
- أغولون، موريس. ماريان في المعركة: الصور والرمزية الجمهورية في فرنسا 1789-1880 . كمبريدج: مطبعة جامعة كامبريدج، 1981.
- بورجين (جورج)، مقدمة عن الحالة الموجزة لآيات من المحفوظات الوطنية للوزراء والإدارات المعتمدة (سلسلة BB Justice) ، ر. IV، الصفحات 733، باريس، ديدييه، 1947.
- دساتير فرنسا، 1791-1992. المعرض المنجز من قبل وزير العدل والجمعية « معرض 200 ", باريس، 6 تشرين الثاني/نوفمبر - 31 كانون الأول/ديسمبر 1992.
- دوراند بارتيز (باسكال)، تاريخ هياكل وزارة العدل، 1789-1945، باريس، المطابع الجامعية في فرنسا، 1973، 92 ص. : 35-36.
- دوراند بارتيز (باسكال)، "Qu'est-ce que le Sceau de France"، تاريخ للجميع، العدد 22، فبراير 1962.
- غيوم (مارك)، "Le Sceau de France، titre nobiliaire etchangement de nom"، ورقة مقدمة في أكاديمية العلوم الأخلاقية والسياسة، www.asmp.fr.
- هانت، لين. السياسة والثقافة والطبقة في الثورة الفرنسية . بيركلي: مطبعة جامعة كاليفورنيا، 1984.
- Monnerie (ميشيل)، "Sceller avec le grand Sceau de l'État. Mode d'emploi"، تاريخ العدالة، 7، 1994، ص. 199-207.
- نافي (غيلهيم)، النصوص الدستورية من 1791 إلى 1995. تحليل تقني للوثائق، تقرير غير منشور، أكتوبر/تشرين الأول 1996، 27 صفحة [يمكن الاطلاع عليه في الأرشيف الوطني الفرنسي].
- نيلين فانديفورد (ماري أديلايد)، "Le sceau de la 5e République"، Revue de l'AMOPA ، 161، يوليو 2003، ص. 27 إلى 29.
- بوبكين، جيريمي د. تاريخ موجز للثورة الفرنسية . بوسطن: برنتيس هول، 2010.
- روفييه (لويس)، Les Sceaux de la Grande Chancellerie de France de 458 à nos jours ، Marseille، imprimerie de la société du Petit Marseillais ، 1935، 94 ص. : 83-84. [حول الأختام الكبيرة والصغيرة للجمهورية الثالثة].
- Rouvier (Louis)، La Chancellerie et les Sceaux de France، Marseille، Imprimerie marseillaise-Moullot، 1950، 181 ص. :ص. 87-89.
- فاليه (ج.)، "Le Sceau de France"، الحياة القضائية ، 14-20 أغسطس 1977، ص. 5.
- إيفوريل (جان جاك)، "'Déritualisation' و désacralisation de l'audience du sceau (XVIIIe-XIXe siècles)"، Le sanglot judiciaire، la désacralisation de la Justice، VIIIe-XXe siècles، Séminaire de Royaumont تحت قيادة فريديريك شوفو ، كريافيس، 1999، ص. 209-224.

## قراءة إضافية
- أغولون، موريس. ماريان في المعركة: الصور والرمزية الجمهورية في فرنسا، 1789-1880 . كمبريدج: مطبعة جامعة كامبريدج، 1981.
- كافكر، فرانك أ.، وجيمس مايكل لوكس. الثورة الفرنسية: تفسيرات متضاربة . نيويورك: راندوم هاوس، 1968.
- أوزوف، منى. المهرجانات والثورة الفرنسية . كمبريدج، ماساتشوستس: مطبعة جامعة هارفارد، 1988.
- بوبكين، جيريمي د. تاريخ موجز للثورة الفرنسية . الطبعة الثانية أبر سادل ريفر، نيوجيرسي: برنتيس هول، 1998.